# Bataille de Gilette
 (mars 2017).
Si vous disposez d'ouvrages ou d'articles de référence ou si vous connaissez des sites web de qualité traitant du thème abordé ici, merci de compléter l'article en donnant les références utiles à sa vérifiabilité et en les liant à la section « Notes et références ».
Première Coalition
Batailles
La bataille de Gilette, ou combat de Gilette, se déroule le 19 octobre 1793 et voit la victoire de l'armée française du général Dugommier contre l'armée austro-sarde du général de Wins.

## Premiers affrontements (30 septembre)
Les austro-sardes ont leurs arrières à Malaussène et Clans. Leur gauche tient Toudon, Revest, Bonson et Tourette. Leur droite tient la vallée de l'Estéron à Sigale, Cuébris et Conségudes. La liaison est assurée par Puget-Théniers et Ascros. 
Au début du mois de septembre, le milicien Testoris parvient à occuper les alentours de Gilette grâce à une judicieuse attaque nocturne depuis le mont Vial. Cependant, environ 400 valeureux Corses le délogent quelques jours plus tard.  
Le 30 septembre le général de Wins ordonne au commandant Belmont de s'emparer avec 4 000 hommes de Gilette. C'est une position stratégique de laquelle il est possible en traversant le Var au gué de Saint-Martin de descendre en six heures trente de marche à Nice. À l'époque il n'y a pas de route pour la contourner le long du Var par le défilé de Chaudan. Les Français défendent Gilette avec un ensemble de retranchements et une petite garnison réduite à deux cents hommes par les absences et la maladie.
600 austro-sardes sous les ordres du major Belmond surprennent les Français à quatre heures du matin. Ils capturent la plupart des vingt hommes gardant le rocher escarpé du Cucuglia et pénètrent dans le village. Mais les Corses du château de l'Aiguille leur opposent une fusillade nourrie. Les gardes nationaux du Broc et des Ferres accourent. Une brusque sortie des Corses scelle la victoire des Français. Belmond est capturé avec cinquante de ses hommes. Les pertes franco-corses s’élèvent alors à 40 hommes, tués, blessés, ou faits prisonniers ; tandis que les pertes ennemis sont de l’ordre de 4 tués, 6 blessés et 50 prisonniers dont 5 officiers.

## Bataille de Gilette (18 et 19 octobre)
Après ce premier échec de prendre Gilette, de Wins rassemble environ 5 500 hommes aux alentours de Malaussène, vers le 15 octobre. À court de vivres, les troupes austro-sardes sont contraintes de s’arrêter et d’attendre un ravitaillement avant d’attaquer. Cette période permet aux Français d’organiser leurs défenses et de lever des hommes. De plus, c’est près de 1 500 membres de la garde nationale basé à Grasse qui rejoignent Les Ferres pour défendre la région. 
Pourtant, de Wins est décidée à passer ; il déplace une partie de ses hommes sur le mont Vial et transporte son quartier général dans le village voisin de Revest-les-Roches.

### Rapport du 22 octobre 1793
Avantage remporté par l'armée d'Italie sur les Piémontais à l'affaire de Gilette, les dix-huit et dix-neuf octobre l'an 2e de la République.
« Depuis la lâche entrée des Anglais dans le port de Toulon, le despote préméditait, de concert avec eux, une attaque combinée pour couper entièrement la communication de l'armée d'Italie avec la France.
Il fallait, pour y parvenir, pénétrer entre le Var et Entrevaux, et, s'emparant du pont jeté sur cette rivière, se réunir aux troupes que l'escadre anglaise aurait pu mettre à terre. 
L'instant paraissait favorable, depuis surtout qu'une division de 3 000 hommes au moins, détachés de l'armée d'Italie, avait marché contre la ville rebelle de Toulon. Mais l’œil attentif du patriotisme et le courage des Enfants de la Liberté ont anéanti ce beau projet au moment de son exécution ».
« Les attaques des ennemis, plus fréquentes depuis l'arrivée des Anglais, ont constamment été malheureuses jusqu'à présent. Celles qu'ils entreprirent le 8 septembre dernier, en attaquant en même temps tous les camps occupés par nos troupes, leur fit perdre beaucoup de monde et nous produisit 200 prisonniers, y compris 14 officiers. Depuis cette époque, ils n'ont pas été plus heureux et l'avantage a (sic) toujours resté de notre côté, lorsqu'ils ont fait des tentatives ».
« Les Piémontais croyant enfin le moment favorable pour exécuter leur projet et jugeant que la gauche de notre armée n'était pas en force, le général de Wins, à la tète de près de 4 000 hommes, presque tous Autrichiens, et six pièces de canon, marcha le 16 octobre sur cette gauche, où, après s'être rendu maître de toutes les positions qui pouvaient intercepter notre communication avec le poste de Gilette, point principal sur lequel il voulait diriger son attaque et qui n'était défendu que par 700 hommes, sans canons, l'ennemi vint s'emparer du village de Conségudes, d'où le faible détachement s'était déjà replié sur celui des Ferres. Il essaya de se rendre maître de ce dernier. Cent hommes, commandés par le capitaine Campan, formaient toute la force de ce village. Cet officier, en demandant du renfort qui lui a été bientôt envoyé par le chef du bataillon Martin, écrivait qu'il était résolu à fondre sur l'ennemi avec la baïonnette, si les cartouches lui manquaient. Plusieurs parlementaires lui avaient déjà été envoyés pour le sommer de se rendre, mais sa fermeté et ses réponses énergiques, en faisant perdre à l'ennemi l'espoir de le réduire, obligea ce dernier à diriger toutes ses forces sur Gilette, dont la conquête lui devenait d'autant plus importante qu'elle devait lui faciliter l'exécution de ses projets sur le pont du Var ».
« Le 18 octobre, l'ennemi ne s'occupa qu'à environner Gilette, qui le fut effectivement de manière qu'il n'était plus possible d'y rien faire pénétrer. Ce poste fut attaqué dès le matin et canonné vigoureusement 10 heures de suite. Cette canonnade n'ayant abouti qu'à consommer ses munitions, il se détermina à 4 heures après-midi à l'enlever de vive force et, pour cet effet, fit marcher plus de 1 200 hommes qui furent si bien accueillis par le feu de Gilette et du château qu'ils ne tardèrent pas à se retirer et à prendre la fuite. Le chef de bataillon Hadon, qui y commandait, et dont la troupe manquant déjà de munitions, était réduite à se servir de pierres, fit sur eux une sortie si à propos qu'il leur fit 88 prisonniers. Cet avantage parut être le moment favorable pour introduire dans la place des munitions de guerre et de bouche. Le chef de bataillon Martin en profita pour lui en faire passer. Cette démarche hardie ayant réussi, procura au poste de Gilette les moyens de soutenir l'attaque que l'ennemi, toujours très supérieur en nombre, paraissait devoir faire le lendemain ».
« Le général Dugommier, commandant l'aile gauche de l'armée d'Italie, arrivé la veille avec un renfort, joint à ceux que le général en chef avait envoyés, jugeant par la manière dont Gilette était investi que le meilleur parti qu'il eût à prendre était d'attaquer l'ennemi le lendemain pour dégager ce poste, fit ses dispositions en conséquence. 
Il divisa sa troupe en trois colonnes : 
les chasseurs du 28e, et ceux du 50e régiment, commandés par le capitaine Parral, formaient celle de droite.
 Les chasseurs du 91e et ceux du 11e, commandés par le capitaine Guillot, formait celle du centre et 
Le citoyen Cazabonne, à la tête de la compagnie franche de Clairac, formait celle de gauche. 
Cette troupe ne montait pas à plus de 500 hommes.
 Les colonnes, s'étant mises en marche à 4 heures du matin le 19 octobre, quoiqu'elles essuyassent plusieurs décharges des ennemis, marchèrent toujours avec la plus grande intrépidité sans tirer un seul coup de fusil, conformément à l'ordre qu'ils avaient de ne faire feu que lorsqu'ils seraient à portée de pistolet de l'ennemi.
La compagnie franche de Clairac, parvenue à cette distance, ayant reçu alors ordre de tirer, fit un feu de file suivi de la charge, la baïonnette en avant. Il n'y eut dans ce moment à ce poste que deux Autrichiens tués, quelques blessés et prisonniers de fait. Le surplus des ennemis gagnaient la première redoute à toutes jambes. Alors, la colonne du centre s'étant jointe avec celle de la gauche, les poursuivit et sautèrent ensemble dans le retranchement, dans lequel tout succomba ou prit la fuite.
 Pendant ce temps, celle de droite entourait l'ennemi, qui, se trouvant investi en partie et poursuivi à grands coups de fusil jusqu'à la redoute où était le canon, mit bas les armes et se rendit. Toutes les redoutes étant prises, nos braves chasseurs, après avoir fourni une escorte suffisante pour emmener les prisonniers, au nombre de 500, ayant été joints peu de temps après par la garnison de Gilette, poursuivirent l'ennemi à plus d'une lieue et demie dans les montagnes, en firent un grand carnage qui ne se termina qu'à la nuit et les mirent dans une déroute complète.
Cette victoire est remarquable autant par le courage de nos braves républicains que par la grande disproportion des combattants, puisque près de 4 000 hommes, munis de six pièces de canon, retranchés sur des hauteurs avantageuses, ont été complètement battus et mis en déroute par 500 hommes qui leur ont fait 600 prisonniers, y compris 22 officiers, parmi lesquels se trouve le Prince de Marsico-Nuovo, fils de l'envoyé de Naples à la Cour de Turin. Le nombre des tués et blessés dans cette affaire est évalué à 800 hommes. On leur a pris 3 pièces de canon, un nombre considérable de fusils, cartouches et autres effets. 
Je dois à la vérité d'assurer que ce récit n'est pas exagéré, qu'il est au contraire très fidèle et que nous n'avons eu que 35 hommes au plus tués ou blessés. On ne s'étendra pas sur l'éloge des chefs ni des braves républicains qu'ils ont conduits au combat. Tous se sont comportés de manière à montrer aux despotes coalisés à quelle hauteur de courage l'amour de la Liberté peut porter ceux qui combattent sous ses drapeaux ».
« Les ennemis, le même jour de l'attaque du poste de Gilette, ont fait une diversion à la droite de notre armée. Un coup de canon, tiré à minuit, en fut le signal. Ils attaquèrent à 4 heures du matin tous nos postes avancés qui les attendaient. L'adjudant général Macquard, commandant le camp, ayant fait marcher une pièce de 4 et s'étant porté en avant, fit tirer quelques coups de canon qui produisirent le meilleur effet en obligeant une colonne ennemie, qui s'avançait sur le grand chemin de Saorgio, à rétrograder et à prendre la fuite.
Nos troupes, s'en étant aperçu, sortirent de leur retranchement, en fondant sur l'ennemi la baïonnette au fusil, enlevèrent le poste qu'ils occupaient à la gauche des chasseurs corses avec une telle impétuosité qu'on fut obligé de faire battre la retraite pour arrêter celle (sic) du soldat qui l'aurait conduit au camp que les ennemis occupent sur les hauteurs, où ils auraient infailliblement succombé. La bravoure qu'ils ont montrée dans cette journée, ne doit pas être ignorée de l'armée. Le nombre des ennemis tués est de 15 hommes, avec une grande quantité de blessés. On a fait sept prisonniers, parmi lesquels un officier piémontais, transporté à Brelio (Breil), y est mort de ses blessures. Nous avons eu 11 blessés légèrement, dont un officier des volontaires de la Drôme ».
« Nice, le 1er jour du 2e mois de l'an 2e de la République française une et indivisible.
Le Chef de l'état-major de l'armée d'Italie,
 Signé : GAUTHIER KERVEGUERN ».

## Conséquences
L’échec de de Wins en octobre 1793 eu de lourdes conséquences pour le Saint-Empire, qui voit dès avril 1794 André Masséna passer par Gilette pour prendre Saorge. La chute de cette ville ouvrit la voie à la campagne d’Italie de 1796 de Napoléon Bonaparte.